# Johann Skjellerup
Johann Skjellerup (* 20. September 1877 in Haderslev, Deutsches Reich; † 5. September 1950 in Hamburg) war ein deutscher kommunistischer Politiker.

## Leben
Der gelernte Gärtner siedelte ins damals preußische Bramfeld über, wo er eine Gärtnerei betrieb und 1896 der SPD beitrat. Als Gegner der Burgfriedenspolitik schloss er sich 1917 der USPD an, wo er auf dem linken Parteiflügel stand, der sich Ende 1920 mit der KPD zur (V)KPD zusammenschloss.
1921 wurde er für die KPD im Wahlkreis Schleswig-Holstein in den preußischen Landtag gewählt, dem er bis 1932 angehörte, daneben gehörte der zum „linken“ Parteiflügel um Ruth Fischer und Arkadi Maslow zählende Skjellerup zeitweise dem Zentralausschuss der Partei an. 1924 zusätzlich in die Bezirksleitung Wasserkante gewählt, gehörte er 1925 zunächst der innerparteilichen Linksopposition gegen die neue Parteiführung um Ernst Thälmann an und kooperierte hier eng mit Hugo Urbahns. Später gelang es Thälmann, Skjellerup wieder für die Parteilinie zu gewinnen, letzterer spielte in der KPD jedoch keine wichtige Rolle mehr und wurde 1932 auch nicht wieder als Landtagskandidat nominiert.
Über sein weiteres Leben ist wenig bekannt. Ende 1932 soll Skjellerup in die Sowjetunion übergesiedelt sein. Er überlebte die nationalsozialistische Diktatur und starb 1950 in Hamburg-Bramfeld.